# Save Your Kisses
Save Your Kisses é o álbum de estreia da cantora dinamarquesa Natasha Thomas, lançado pela Epic Records em 2004. A edição japonesa foi lançada em 2005 contendo músicas inéditas e uma capa diferente da edição padrão do álbum. No Brasil a música "It's Over Now" fez parte da trilha sonora da novela Senhora do Destino.

## Feixas
| Edição padrão  |                                                           |                                                                               |         |  |
| N.º            | Título                                                    | Compositor(es)                                                                | Duração |  |
| 1.             | "Introducing Natasha / Loving You Is Not Easy (Uh la La)" | Alex Christensen, Peter Könemann, Sugar Daddy                                 | 4:29    |  |
| 2.             | "Save Your Kisses for Me"                                 | Alex Christensen, Peter Könemann                                              | 3:47    |  |
| 3.             | "Young Hearts"                                            | Claes Andreasson, Peter Björklund, J. Sahlén                                  | 3:00    |  |
| 4.             | "Why (Does Your Love Hurt So Much)"                       | Bernard Edwards, Nile Rodgers                                                 | 4:02    |  |
| 5.             | "More and More"                                           | Alex Christensen, Steffen Häfelinger                                          | 3:41    |  |
| 6.             | "Sunshine After Rain"                                     | Alex Christensen, Pete Könemann                                               | 3:52    |  |
| 7.             | "It's Over Now"                                           | Alex Christensen, Steffen Häfelinger                                          | 3:37    |  |
| 8.             | "Suddenly"                                                | Alex Christensen, Pete Könemann, Dan Attlerud, Rune Gardell, Anders Bergström | 3:46    |  |
| 9.             | "I'm Just a Little Bit Shy"                               | Alex Christensen, Pete Könemann                                               | 3:14    |  |
| 10.            | "Hold Me Closer"                                          | Alex Christensen, Jens Klein                                                  | 3:01    |  |
| 11.            | "Young and Carefree"                                      | Thomas Sardorf, Janus Bosen Barnewitz                                         | 3:30    |  |
| 12.            | "Can't Turn Back Time"                                    | Thomas Sardorf, Daniel Davidsen, Janus Bosen Barnewitz                        | 3:42    |  |
| 13.            | "Rollercoaster Ride"                                      | Thomas Sardorf, Daniel Davidsen, Janus Bosen Barnewitz                        | 4:08    |  |
| 14.            | "More Than Friends"                                       | Thomas Sardorf, Daniel Davidsen, Janus Bosen Barnewitz                        | 4:25    |  |
| Duração total: | Duração total:                                            | Duração total:                                                                | 49:74   |  |

| Edição japonesa |                                                           |                                                                               |         |  |
| N.º             | Título                                                    | Compositor(es)                                                                | Duração |  |
| 1.              | "Introducing Natasha / Loving You Is Not Easy (Uh la La)" | Alex Christensen, Peter Könemann, Sugar Daddy                                 | 4:29    |  |
| 2.              | "Let Me Show You (The Way)"                               |                                                                               | 3:45    |  |
| 3.              | "Young Hearts"                                            | Claes Andreasson, Peter Björklund, J. Sahlén                                  | 3:00    |  |
| 4.              | "Why (Does Your Love Hurt So Much)"                       | Bernard Edwards, Nile Rodgers                                                 | 4:02    |  |
| 5.              | "More and More"                                           | Alex Christensen, Steffen Häfelinger                                          | 3:41    |  |
| 6.              | "Sunshine After Rain"                                     | Alex Christensen, Pete Könemann                                               | 3:52    |  |
| 7.              | "It's Over Now"                                           | Alex Christensen, Steffen Häfelinger                                          | 3:37    |  |
| 8.              | "Suddenly"                                                | Alex Christensen, Pete Könemann, Dan Attlerud, Rune Gardell, Anders Bergström | 3:46    |  |
| 9.              | "Save Your Kisses for Me"                                 | Alex Christensen, Pete Könemann                                               | 3:47    |  |
| 10.             | "Hold Me Closer"                                          | Alex Christensen, Jens Klein                                                  | 3:01    |  |
| 11.             | "Young and Carefree"                                      | Thomas Sardorf, Janus Bosen Barnewitz                                         | 3:30    |  |
| 12.             | "Can't Turn Back Time"                                    | Thomas Sardorf, Daniel Davidsen, Janus Bosen Barnewitz                        | 3:42    |  |
| 13.             | "Rollercoaster Ride"                                      | Thomas Sardorf, Daniel Davidsen, Janus Bosen Barnewitz                        | 4:08    |  |
| 14.             | "More Than Friends"                                       | Thomas Sardorf, Daniel Davidsen, Janus Bosen Barnewitz                        | 4:25    |  |

## Desempenho
| Tabelas musicais (2004 - 2005)  | Melhor posição |
| ------------------------------- | -------------- |
| Alemanha - Media Control Charts | 20             |
| Áustria - Ö3 Austria Top 40     | 48             |
| Japão - Oricon Albums Chart     | 25             |
| Suíça - Schweizer Hitparade     | 67             |

| Ano  | Título                              | Melhor posição | Melhor posição | Melhor posição |
| Ano  | Título                              | ALE            | AUT            | SUI            |
| ---- | ----------------------------------- | -------------- | -------------- | -------------- |
| 2003 | "Why (Does Your Love Hurt So Much)" | 40             | 45             | -              |
| 2004 | "It's Over Now"                     | 12             | 14             | 42             |
| 2004 | "Save Your Kisses for Me"           | 13             | 27             | 51             |

## Histórico de lançamento
| País           | Data                  | Formato | Gravadora    |
| -------------- | --------------------- | ------- | ------------ |
| Dinamarca      | 5 de Julho de 2004    | CD      | Epic Records |
| Estados Unidos | 25 de Outubro de 2004 | CD      | Epic Records |
| Japão          | 1 de Junho de 2005    | CD      | Epic Records |